# Orde van Haydar
De Orde van Haydar, ook Orde van de Leeuw of Nissan-i-Haydar genoemd, was een ridderorde van het Keizerrijk Afghanistan. De orde werd na de val van de koning in 1973 afgeschaft.
De zilveren ster van de orde lijkt enigszins op die van het Franse Legioen van Eer. De ster heeft zes armen en twaalf punten. In het met een blauwe ring omcirkelde zilveren medaillon is het wapen van Afghanistan afgebeeld met daaronder een korte Arabische of Perzische tekst.